# Carmelo Robledo
Carmelo Ambrosio Robledo (13 de julio de 1912 - 9 de noviembre de 1961) fue un exboxeador argentino de peso pluma, ganador de la medalla de oro en los Juegos Olímpicos de Los Ángeles 1932.

## Biografía
De niño, Carmelo fue canillita (vendedor callejero de periódicos), en la esquina de Córdoba y Rodríguez Peña de la Ciudad de Buenos Aires. Se formó en el gimnasio Club Atlético Mercado de Abasto Proveedor, ubicado en el barrio del Abasto. En ese medio se formaron boxeadores como Luis Ángel Firpo, Luis Sardella, Ángel Baieli, Nicolás Carmé y Juan Carlos De Luca.
Robledo aparece en el reparto de la película Campeón a la fuerza (1950), dirigida por Enrique Ursini y Juan Sires, con otro campeones olímpicos, en la que incluso aparece en una escena de boxeo, en la que Tato Bores interpreta al árbitro.

## Diploma en Ámsterdam 1928
Con 15 años, fue el integrante más joven de la delegación olímpica argentina de los Juegos Olímpicos de Ámsterdam 1928. En esa ocasión, llegó a los cuartos de final, obteniendo diploma olímpico.

## Medalla de oro de 1932
En 1932, con 20 años, ganó la medalla de oro en la categoría peso pluma (hasta 57,152 kilos) en Los Ángeles. El argentino llegó a la final luego de vencer al irlandés Ernest Smith y al sueco Carl Allan Carlsson-Ekebäck. En la final, disputada el 13 de agosto, se enfrentó al alemán Josef Schleinkofer, venciéndolo por puntos, en un combate muy parejo en el cual Robledo aprovechó el cansancio del alemán en el asalto final.
De Robledo se cuenta la anécdota, de que, en el instante mismo que Juan Carlos Zabala atravesaba la línea de llegada para ganar la maratón, debido la efusividad del festejo, Carmelo arrojó un banderín que golpeó a Zabala en la cabeza, haciéndolo caer desvanecido al piso. El hecho ha sido mundialmente atribuido al cansancio de Zabala, pero éste fue el que relató lo que realmente sucedió.

## Filmografía
Intérprete
- Campeón a la fuerza (1950)